# Rubén Shocron
Rubén M. Shocron (Rubin Shocron) (Tandil, 20 de febrero de 1921 - Lima, Pensilvania, 8 de marzo de 2013) fue un ajedrecista argentino-estadounidense, campeón nacional.

## Resultados destacados en competición
Fue campeón de Argentina al ganar el torneo Mayor disputado en 1952 en Buenos Aires; luego fue desafiado por el Gran Maestro Internacional Miguel Najdorf a un match por el título y perdió.